# Fritz Schöll

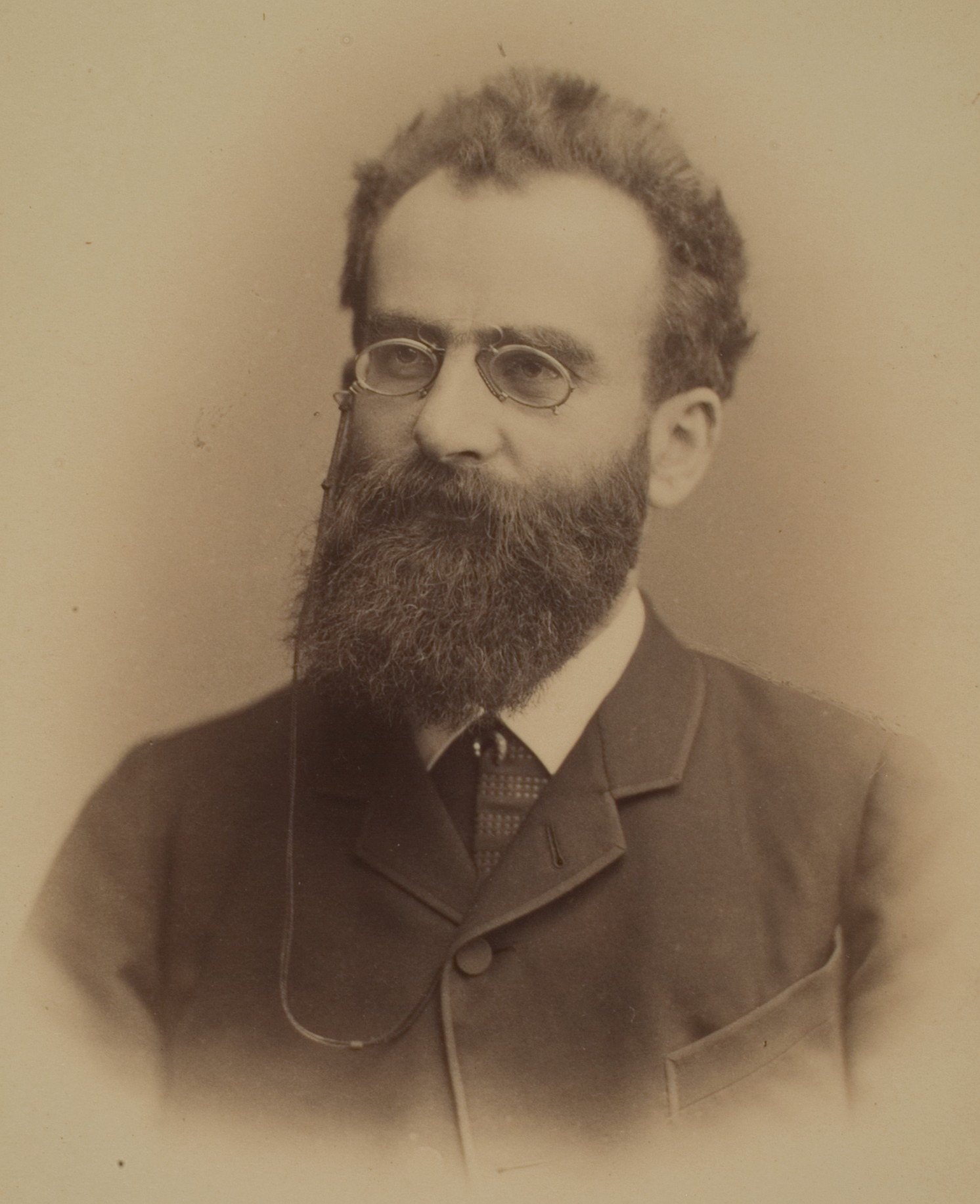
Fritz Schöll

Fritz Schöll (* 8. Februar 1850 in Weimar; † 14. September 1919 in Rottweil) war ein deutscher Klassischer Philologe. Er war von 1877 bis 1918 Professor in Heidelberg und verfasste kritische Ausgaben der Werke des Plautus, Varro und Cicero.

## Leben
Fritz Schöll wurde 1850 als jüngster Sohn des Leiters der Kunstanstalten zu Weimar, Adolf Schöll, geboren. Seine Mutter war Johanna, geb. Henle, die Schwester des Göttinger Anatomen Jakob Henle. Der Einfluss der hochgebildeten Familie führte den jungen Fritz Schöll schon früh an die Literatur der Antike heran, denn der Vater, ein Freund des Altertumswissenschaftlers Karl Otfried Müller, beschäftigte sich intensive mit der klassischen deutschen, englischen und griechischen Literatur. Obwohl er während der Schulzeit heimlich beabsichtigte, Schauspieler zu werden, entschloss er sich in der Prima, angeregt von seinen Lehrern, zum Studium der Klassischen Philologie.

### Studium und frühe akademische Laufbahn
Nach der Reifeprüfung begann er 1869 das Studium in Göttingen, wo sein älterer Bruder Rudolf Schöll bereits von 1862 bis 1864 studiert hatte. Hier zog ihn besonders Hermann Sauppe an, der ein alter Freund der Familie aus Weimarer Tagen war; daneben beeinflusste ihn Kurt Wachsmuth. Im zweiten Semester wurde Schöll als außerordentliches, im dritten Semester als ordentliches Mitglied in das Göttinger Philologische Seminar aufgenommen. Die Teilnahme am Deutsch-Französischen Krieg unterbrach sein Studium von Oktober 1870 bis August 1871. Trotz seiner Verwundung nahm er an der Schlacht bei Beaugency und den folgenden Feldzügen teil und erlebte das Kriegsende im Lazarett bei Romainville. Im Wintersemester 1871/1872 nahm er in Leipzig sein Studium wieder auf, wohin ihn besonders der Ruf Friedrich Ritschls zog. Zu Ritschl und dem Sprachwissenschaftler Georg Curtius pflegte er ein vertrautes Verhältnis. Er wurde Mitglied des Philologisch-Historischen Vereins Leipzig im Naumburger Kartellverband. 1873 gewann er die von Ritschl gestellte Preisaufgabe De accentu linguae Latinae veterum grammaticorum testimonia colligantur et breviter iudicentur (Sammlung und kurzer Kommentar der Zeugnisse der antiken Grammatiker über den Akzent in der lateinischen Sprache). Einen Auszug dieser Schrift legte er 1875 als Dissertation vor, nachdem er bereits 1874 das Rigorosum bestanden hatte. 1876 erschien die gesamte Abhandlung in überarbeiteter Fassung in den Akten der Philologischen Societät Leipzig (Band 6, S. 1–231).
Nach dem Examen 1874 ging Schöll für ein Jahr nach Jena, wohin sein Bruder Rudolf 1873 zum ordentlichen Professor berufen worden war. Fritz Schöll arbeitete als Volontär an der Universitätsbibliothek bei Anton Klette, kehrte aber schon zu Ostern 1875 nach Leipzig zurück, wo er neben Wilhelm Hoerschelmann Adjunkt am russischen Seminar wurde. Hier rückten durch den Einfluss Ritschls besonders die Komödien des Plautus in den Mittelpunkt seiner Arbeit. Sein Habilitationsprojekt wurde von Ritschl bis zum Abschluss betreut. Im Herbst 1876 hielt Schöll seine Antrittsvorlesung über Ion von Chios, an der Ritschl aus gesundheitlichen Gründen schon nicht mehr teilnehmen konnte; wenige Tage später starb er. Schöll veröffentlichte seine Habilitationsschrift 1877 gemeinsam mit seinen Kommilitonen Georg Goetz und Gustav Löwe in einem Sammelband unter dem Titel Analecta Plautina, der dem Andenken ihres gemeinsamen Lehrers gewidmet war.

### Professor in Heidelberg
Schon in seinem zweiten Semester als Privatdozent in Leipzig (Sommersemester 1877) wurde Schöll als ordentlicher Professor an die Universität Heidelberg berufen. Hier wurde er im Herbst der Nachfolger von Otto Ribbeck, der als Ritschls Nachfolger nach Leipzig ging. In Heidelberg blieb Schöll bis zu seinem Rücktritt nach 42 Jahren als ordentlicher Professor. Sein ehemaliger Lehrer Kurt Wachsmuth war im selben Jahr wie er von Göttingen nach Heidelberg berufen worden; mit ihm arbeitete Schöll eng zusammen. 1879 heiratete er Clara Krieger, die Stieftochter des Landschaftsmalers Friedrich Preller der Ältere, mit der er viel im Haus seines Freundes Wachsmuth verkehrte. Nach dessen Wechsel nach Leipzig wurde zum Herbst 1886 Erwin Rohde nach Heidelberg berufen. Auch mit ihm pflegte Schöll eine vertraute Beziehung; nach dem frühen Tod Rohdes schrieb er einen umfangreichen biografischen Artikel über ihn für die Allgemeine Deutsche Biographie. Auch mit Rohdes Nachfolgern Otto Crusius (1898–1903), Albrecht Dieterich (1903–1908) und Franz Boll (ab 1908) arbeitete er eng zusammen. Neben ihnen verkehrten auch der Bibliothekar und Philologe Karl Zangemeister, der Althistoriker Alfred von Domaszewski, der Archäologe Friedrich von Duhn, der Theologe Gustav Heinrich Bassermann und der Jurist Ernst Immanuel Bekker regelmäßig in seinem Haus.

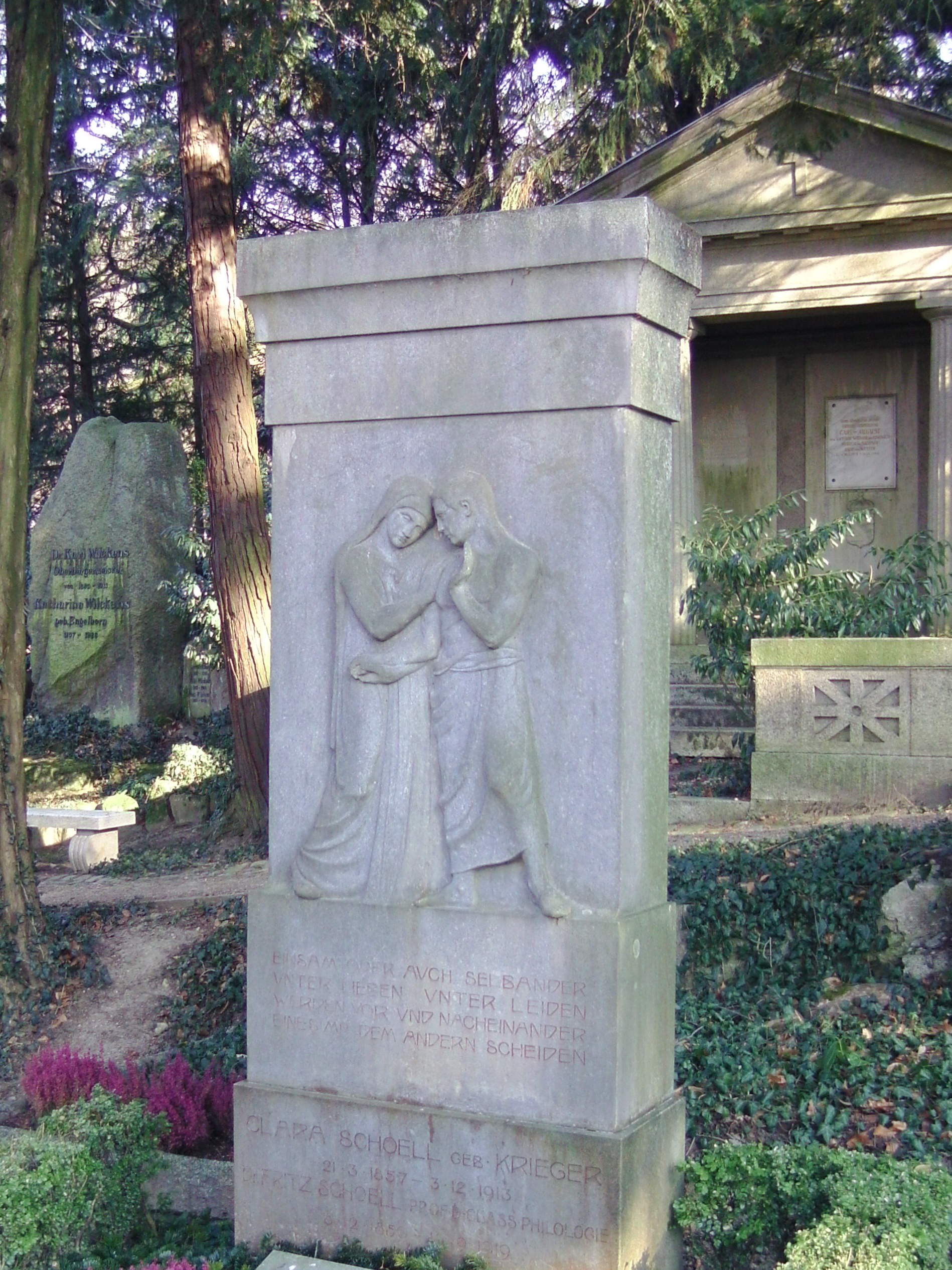
Grabanlage von Fritz Schöll und seiner Gemahlin in der Abt. y auf dem Heidelberger Bergfriedhof

Schöll fungierte dreimal als Dekan der Philosophischen Fakultät und war im Jahr 1890/1891 Prorektor der Universität. 1909 wurde er zum ordentlichen Mitglied der Heidelberger Akademie der Wissenschaften gewählt. Im Juli 1918 trat er im Alter von 68 Jahren von seiner Professur zurück. Sein Nachfolger wurde im Oktober Otto Weinreich. Wenige Wochen später starb Schöll in Rottweil. Er hinterließ seine einzige Tochter, die in den Jahren seit dem Tode seiner Frau († 1913) für ihn gesorgt hatte.

## Leistungen
Fritz Schöll ist vor allem als fleißiger Herausgeber lateinischer Schriften bekannt. Als Schüler Ritschls beschäftigte er sich lange Jahre mit der Erklärung und kritische Edition der Komödien des Plautus. Bei der Herstellung des komplizierten Textes ging er oft mit großer Entschiedenheit vor. 1881 gab er den Truculentus heraus, mit dem er sich schon in seiner Habilitationsschrift beschäftigt hatte; 1884 den Trinummus, in dem er sich jedoch eng an die Textgestalt Ritschls anschloss. 1887 folgte der Rudens und die Captivi, 1889 die Menaechmi, 1890 die Casina, 1892 die Neubearbeitung des Persa, 1893 die der Mostellaria und 1894 die Cistellaria. Die übrigen Komödien wurden von seinen Freunden Georg Götz und Gustav Loewe herausgegeben. Schon kurz nach Schölls Tode stellte Götz fest, dass die Ausgabe kein Werk für die Ewigkeit war, da das Verständnis der Plautus-Überlieferung in der Zwischenzeit wichtige Veränderungen erfahren hatte. Ihr Verdienst für die Forschung bleibt jedoch unumstritten.
Ein weiterer Forschungsschwerpunkt Schölls war die Neubearbeitung der Schrift De lingua Latina von Varro, die er gemeinsam mit Georg Götz vornahm. Sie erschien nach langen Vorarbeiten 1910 beim Verlag B. G. Teubner und ersetzte die veraltete Ausgabe von Leonhard Spengel (Berlin 1826). Die geplante editio minor wollte Götz nach dem Handexemplar des Verstorbenen herausgeben; dazu kam es jedoch aufgrund der schwierigen wirtschaftlichen Verhältnisse nach dem Ersten Weltkrieg nicht.
Gegen Ende seines Lebens beteiligte sich Schöll an der großen Neuausgabe der Schriften Ciceros im Verlag Teubner. Von ihm stammen die Ausgaben der Philippischen Reden, der Rede Pro Scauro und die Orationum Fragmenta (Redenfragmente), die noch zu seinen Lebzeiten erschienen. Nach seinem Tod folgten die Reden Pro Tullio, Pro Fonteio und Pro Caecina, die er druckfertig hinterlassen hatte. Seine Arbeit an den Fragmenten Ciceros (ohne die der Reden und der philosophischen Schriften) wurde durch seinen Tod unterbrochen.
Neben diesen drei Hauptarbeitsfeldern beschäftigte sich Schöll in seinen Aufsätzen mit dem Neoteriker Catull, dem Rhetoriklehrer Quintilian, dem Komödiendichter Terenz und der griechischen Tragödie, namentlich des Euripides. Außerdem verwaltete Schöll den Nachlass seines verstorbenen Kollegen Erwin Rohde: Er besorgte die Neuauflage seiner Schriften Psyche (4. Auflage 1907) und Der griechische Roman und seine Vorläufer (3. vermehrte Auflage 1914) und gab seinen Briefwechsel mit Friedrich Nietzsche zusammen mit Elisabeth Förster-Nietzsche heraus. Zu Rohde wie auch zu seinem früh verstorbenen Bruder Rudolf Schöll und seinem Vater Gustav Adolf Schöll verfasste er gehaltvolle Nekrologe.
Im Laufe seiner langen Karriere hatte Schöll viele Schüler, die er durch intensive Betreuung und schonungslose Kritik zu hohen Leistungen brachte. Zu ihnen gehören Otto Kimmig, Joseph Anton Sickinger, Heinrich Bertsch, Emilie Boer, Friedrich Emlein, Karl Preisendanz und sein Nachfolger auf dem Heidelberger Lehrstuhl, Otto Weinreich.